# 2010年科技
2010年在科学技术领域有一些重要的事件发生。

## 醫學
- 1月3日：英國科學家製作出人造血管。[1]
- 2月5日：劍橋大學的研究人員開發出一種人工胰臟，用於幫助調節兒童1型糖尿病患者的血糖。[2]

## 天文學
- 2月1日：美國總統奧巴馬宣布，他將取消NASA重返月球的計劃，因為沒有預算。[3]
- 2月5日：哈伯太空望遠鏡提供矮行星冥王星新的圖像，表示它有一個不斷變化的地表。[4]
- 2月10日：歐洲在智利的帕瑞納天文台提供了新的獵戶座星雲影像，使用了新設置且性能優越的可見光和紅外巡天望遠鏡 (VISTA，Visible and Infrared Survey Telescope for Astronomy ) 觀察到許多的雲氣。(MSNBC)（页面存档备份，存于）
- 2月15日：科學家確認於1969年墜落在地球表面的默奇森隕石包含數以百萬計的有機化合物(BBC)（页面存档备份，存于） (PNAS)。
- 3月1日：NASA宣布在月球的北極有數百萬噸的水冰(MSNBC)（页面存档备份，存于）。
- 4月13日：歐洲的電波天文學低頻陣列(LOFAR) 釋出他的第一張影像(Science Daily)（页面存档备份，存于）。
- 5月20日：木星的一條條紋消失，但科學家不能確定其原因(CNN)（页面存档备份，存于） (Science@NASA)（页面存档备份，存于）。
- 6月3日：一個未知天體撞擊木星 (Astronomy Magazine)（页面存档备份，存于） (Astrophys. J.)。
- 6月13日：資料顯示火星表面曾有三分之一被海洋覆蓋著(Christian Science Monitor)（页面存档备份，存于） (Nat. Geosci.)。
- 7月30日：NASA的火星偵察軌道器揭露火星表面可能還有化石殘骸的地點 (MSNBC)（页面存档备份，存于） (Christian Science Monitor)（页面存档备份，存于） (Earth Planet. Sci. Lett.)
- 9月29日：天文學家報告發現第一顆位於適居帶的系外行星葛利斯581g (Wired)（页面存档备份，存于） (arXiv)。
- 10月20日：科學家宣布發現迄今最遙遠的星系UDFy-38135539 (New Scientist)（页面存档备份，存于） arXiv (Nature)。
- 11月3日：發現彗星Ikeya-Murakami (NASA)（页面存档备份，存于）。
- 12月26日：波蘭亞捷隆大學的Michał Kusiak發現第1999和第2000顆SOHO彗星(SOHO)（页面存档备份，存于）。

## 生物學
- 12月2日：NASA支持的研究團隊發現能夠在劇毒的化學品砷中生存微生物 (NASA)（页面存档备份，存于） (Science)。